# Instalaciones del Club de Gimnasia y Esgrima La Plata
Las instalaciones del Club de Gimnasia y Esgrima La Plata incluyen un estadio de fútbol, el Juan Carmelo Zerillo situado en la intersección de las calles 60 y 118 en una zona conocida como el bosque de la ciudad de La Plata, el cual cuenta con una capacidad para 31.500 personas; un predio en Abasto de 160 hectáreas denominado Estancia Chica, lugar donde se realizan los entrenamientos del plantel de fútbol profesional y las concentraciones antes de cada partido; un espacio en donde practican y juegan las categorías infantiles llamado El Bosquecito; Escuela Primaria, Secundaria y Jardín de infantes; y un Polideportivo con capacidad para 3 mil personas.

## Instalaciones

### Estadio Juan Carmelo Zerillo
El Estadio Juan Carmelo Zerillo, también conocido como el Estadio del Bosque, es el estadio del Club Gimnasia y Esgrima La Plata, y actualmente tiene la capacidad de albergar aproximadamente a 31.500 
espectadores. 

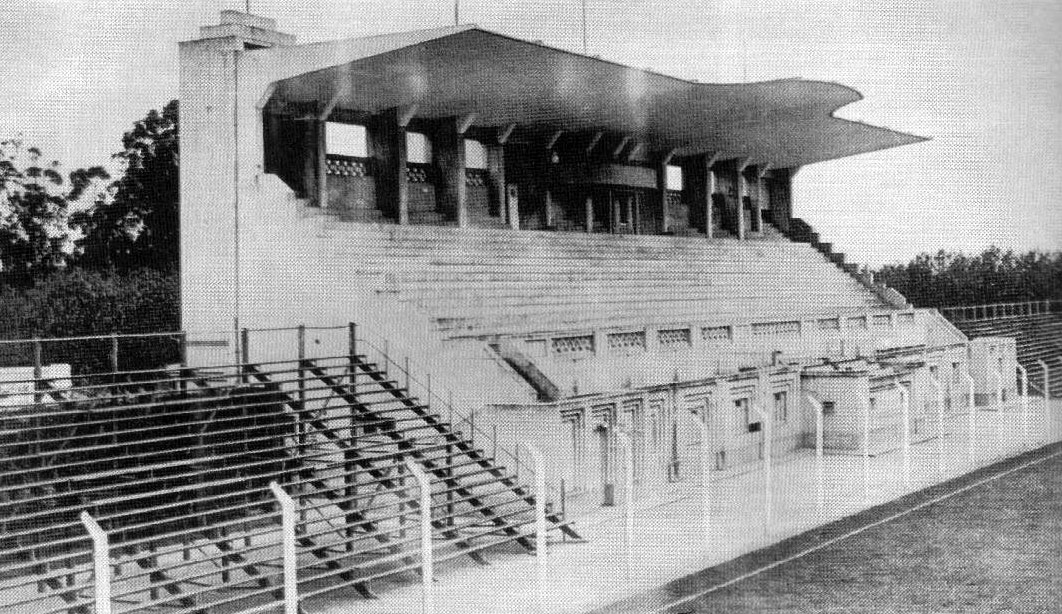
Vista de la platea oficial del estadio de Gimnasia, década del '40.

El Estadio Zerillo es un recinto deportivo ubicado en el denominado bosque platense, al noreste de la ciudad de La Plata, Buenos Aires, Argentina. Más precisamente sobre la Avenida 60 y su intersección con la calle 118. Detrás del estadio, se encuentran canchas de tenis.

### Estancia Chica

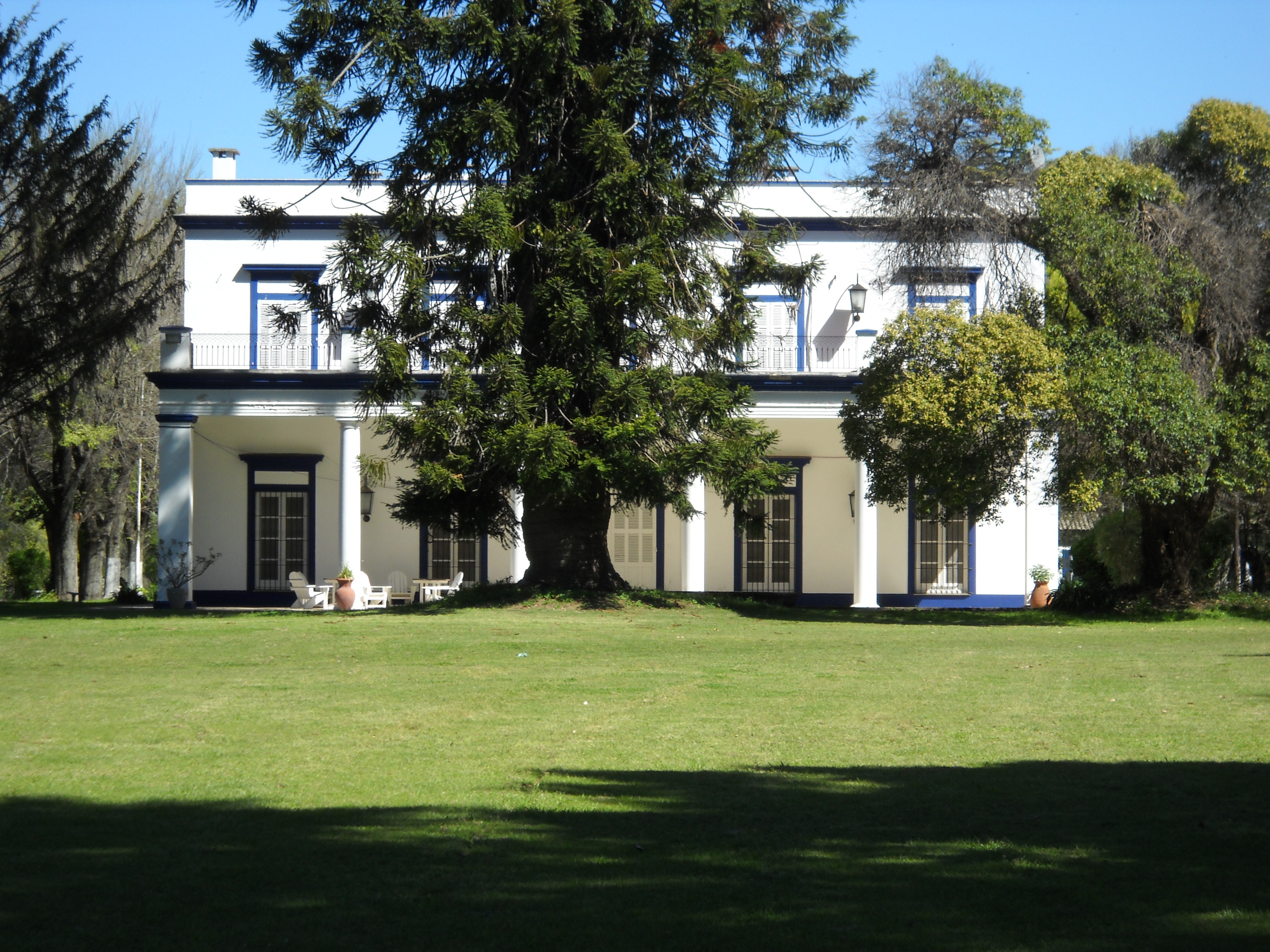
La Casona fue construida en 1867.

El predio de abasto, llamado Estancia Chica, de unas 160 hectáreas, fue adquirido en 1967. Es el lugar de entrenamiento y concentración del plantel profesional de fútbol del club y también es utilizado por las divisiones inferiores del club.
El predio tiene, entre otras cosas: seis canchas de fútbol reglamentarias, cancha de Fútbol 5 techada, cancha de paddle, cancha de tenis, cancha de bochas, zona para acampar, dos gimnasios, consultorio médico, vestuarios, pileta olímpica, mesas y fogones, pileta para niños. Además en este predio se puede practicar equitación, ya que cuenta con un establo, con boxes, circular, piquetes, mangas y una pista de salto.
El predio también consta de La Casona, que consta de dos plantas con una capacidad de alojamiento de hasta 40 personas. Es una edificación antigua de 1867.

### Polideportivo Víctor Nethol
El Polideportivo del Club de Gimnasia y Esgrima La Plata Víctor Nethol, conocido también como "El Poli", se inauguró en 1978 y es un espacio para la práctica deportiva y el desarrollo de diferentes competencias. Dispone de salones amplios donde se realiza patín, sea artístico o competitivo; artes Marciales; diferentes clases de Gimnasia. Además cuenta con un gimnasio de pesas y un Sauna. 
En el polideportivo actualmente se desarrollan:
- Básquet
- Vóley
- Futsal
- Patín Artístico
- Patín Competitivo
- Gimnasia artística
- Gimnasia Femenina
- Gimnasia Masculina
- Iniciación Deportiva
- Karate
- Gimnasio de Pesas
- Taekwondo
- Aikidō
- Sauna

El complejo está habilitado para más de 3 mil personas, siendo el más importante de la ciudad, utilizándose para las competencias de Primera División de Básquet y Vóley. Pero su capacidad aumenta a más de 5 mil cuando se convierte en el sitio elegido para realizar espectáculos musicales. El Polideportivo es, además, un símbolo del Club y es sometido constantemente a obras de mantenimiento para ofrecer mayor confort y seguridad al público.
Con una inversión de 1,3 millones de dólares comenzará en diciembre de 2009 la remodelación del Poli, se colocarán asientos en las populares para readaptarlos a plateas, se independizará de la Sede y se remodelará el frente de la sede social a fin de unificar la imagen.

### El Bosquecito
El Bosquecito es un amplio predio donde se construyeron canchas para que las categorías inferiores pudieran entrenar. Es el gran semillero del club desde el año 1992, fecha en que fueron concedidas por intermedio de una cesión otorgada a través de la administración del Puerto La Plata. En el año 2002 consiguió la renovación de este permiso lo que significa que pertenecerá al Club hasta el año 2012. Además, en este predio hace de local el equipo de Hockey sobre césped femenino. El Bosquecito está ubicado en las calles 58 y 123.
Además, desde el año 2003 la institución posee una escuela EGB llamada "Dr. René Favaloro", en honor a quien fuera socio del club.

### Campus "Carlos Timoteo Griguol"
El complejo, con forma de G, contará con una superficie de 900 metros cuadrados. El Campus se encontrará implantado frente a la actual cancha N° 2. 
Esta letra G se formó en dos etapas; la primera basada en las necesidades de los jugadores y cuerpo técnico, para el correcto entrenamiento diario que tendrá un costo de 800 mil dólares; y la segunda con el área de concentración: dormitorios amplios, luminosos y confortables, servicios, comedor y sala de juegos para el esparcimiento.